# NGC 1495
NGC 1495 é uma galáxia espiral (Sc) localizada na direcção da constelação de Horologium. Possui uma declinação de -44° 27' 57" e uma ascensão recta de 3 horas, 58 minutos e 21,4 segundos.
A galáxia NGC 1495 foi descoberta em 24 de Outubro de 1835 por John Herschel.